# Joyce McLaughlin
Joyce Rogers McLaughlin (8 de outubro de 1939 – 23 de outubro de 2017) foi uma matemática estadunidense, Ford Foundation Professor of Mathematics do Instituto Politécnico Rensselaer.
Foi palestrante convidada do Congresso Internacional de Matemáticos em Zurique (1994).
Eleita fellow da Society for Industrial and Applied Mathematics em 2009 e da American Mathematical Society em 2012